# 호장
호장(戶長)은 고려시대와 조선시대 때 향직(鄕職 : 향리직)의 우두머리로서 부호장(副戶長)과 함께 호장층을 형성하며, 해당 고을의 모든 향리가 수행하던 말단 실무 행정을 총괄하였다.

## 위치
고려시대와 조선시대에 호의 우두머리이다. 

## 연혁
고려 태조 때 신라시대 이래로 지방에 세력을 가진 성주(城主)나 호족을 포섭하여 호장과 부호장(副戶長)의 향직을 준 데서부터 시작하였는데, 지방 자치 면에서 많은 실적을 거두었다. 호장은 그 후 각 주(州)에 정원이 정하여졌다. 고려 시대를 통하여 지방의 토호적 존재로서 상당한 세력을 가졌다.
호장(戶長)은 고려시대에는 지역 호족의 신분이었고, 조선시대에는 중인의 신분이었다. 고려시대에는 지역 호족을 호장과 부호장으로 임명하였으나, 이들 호족 세력 중 일부가 신진사대부와 함께 조선을 건국하고 성리학 이념을 채택하면서 다른 호족은 중인으로, 호장, 부호장직은 중인 계층으로 편입시켰다. 따라서 고려 멸망 이후의 호장, 부호장 칭호는 족보에서 빼는 문중들도 더러 있다.

## 같이 보기
- 향리